# Gouden Bergen (televisieserie, 2015)
Gouden Bergen is een Nederlandse televisieserie uit 2015, uitgezonden door SBS6.

## Rolverdeling
| Acteur              | Personage            | Opmerking |
| ------------------- | -------------------- | --------- |
| Plien van Bennekom  | Myrna                | Hoofdrol  |
| Tina de Bruin       | Chantal Maas         | Hoofdrol  |
| Jelka van Houten    | Noortje              | Hoofdrol  |
| Eva Duijvestein     | Eline Wolters        | Hoofdrol  |
| Margo Dames         | Frederiqué de Ruyter | Hoofdrol  |
| Fockeline Ouwerkerk | Annelore             | Hoofdrol  |
| Hajo Bruins         | Roderik              |           |
| Vincent Croiset     | Bert-Jan de Ruyter   |           |
| Diederik Ebbinge    | Jaap                 |           |
| Viggo Waas          | Vincent              |           |
| Charlotte Bakker    | Amy de Ruyter        |           |
| Robin Boissevain    | Joris                |           |
| Bob Wind            | Niels                |           |
| Sanne Langelaar     | Esmee                |           |
| Kay Greidanus       | Erik                 |           |

## Afleveringen
| Nr. | Titel                        | Regie           | Scenario            | Kijkcijfers | Uitzenddatum    |  |
| --- | ---------------------------- | --------------- | ------------------- | ----------- | --------------- |  |
| 1 | Deel 1                       | Idse Grotenhuis | Haye van der Heyden | 753.000     | 7 januari 2015  |  |
| Bert Jan is gearresteerd en Frederique weet niet wat er aan de hand is. Noortje wil graag een baby, maar Eline niet. Noortje krijgt onverwachte hulp vanuit een bekende hoek. Annelore overkomt haar grootste angst.  |                              |                 |                     |             |                 |  |
| 2 | Deel 2                       | Idse Grotenhuis | Haye van der Heyden | 726.000     | 14 januari 2015 |  |
| Chantal komt erachter dat zij en Vincent niet goed zijn verzekerd en moet een oplossing bedenken om veel geld te verdienen. Noortje komt erachter dat ze zwanger is.                                                  |                              |                 |                     |             |                 |  |
| 3 | Vallen en opstaan            | Idse Grotenhuis | Wim Bax             | 462.000     | 8 april 2015    |  |
| Annelore en Chantal beginnen hun nieuwe activiteiten als webcamgirls en dit pakt beter uit dan verwacht. Noortje krijgt het benauwd van Jaap en kan alleen maar aan Eline denken. Myrna komt maar niet los van Niels. |                              |                 |                     |             |                 |  |
| 4 | Nieuwe ontwikkelingen        | Idse Grotenhuis | Wim Bax             | 450.000     | 15 april 2015   |  |
| Eline maakt kennis met Erik, haar zoon. Annelore en Noortje gaan aan het werk. Bert-Jan komt vrij. |                              |                 |                     |             |                 |  |
| 5 | Elk gevolg heeft een oorzaak | Martin Schwab   | Haye van der Heyden | 466.000     | 22 april 2015   |  |
| Roderik wil het beste voor Annelore en dat betekent afscheid van een dierbare plek. Zowel Myrna als Chantal komen voor een grote verrassing te staan.                                                                 |                              |                 |                     |             |                 |  |
| 6 |                              |                 |                     | 640.000     | 29 april 2015   |  |
| Het bezoek van Gabriela zet de strijd om het geld tussen Frederique en Bert-Jan verder op scherp. Roderik heeft een nieuw voorstel voor Annelore en Myrna's komt door haar twijfels in een moeilijke situatie.        |                              |                 |                     |             |                 |  |
| 7 |                              |                 |                     | 449.000     | 6 mei 2015      |  |
| ... |                              |                 |                     |             |                 |  |